# Список обстрілів Сумської області (2022)
У ході повномасшабного вторгнення Росії в Українупо 4 квітня та після звільнення області в квітні-серпні 2022 року війська ЗС РФ, головним чином, із-за державного кордону регулярно обстрілюють прикордонні території Сумської області.
Періодичність та інтенсивність обстрілів має тенденцію до збільшення. Так, протягом квітня 2022 року обстріли були в окремі дні, головним чином наприкінці місяця. Загалом, 14 обстрілів. У травні 2022 року кількість обстрілів зросла до 93, але залишалися дні коли обстрілів не було (1-2, 5-6, 11 травня). Від так, інтенсивність обстрілів зросла наприкінці місяця, з 1-2 на день на початку — до 4-7, наприкінці. У червні 2022 року кількість обстрілів зросла до 120 за місяць. Без обстрілів лише були 5 та 18 червня. Від так, в середньому по 4 обстріли щодня, а найбільше (10) — 22 червня.
В липні 2022 року кількість обстрілів зросла ще більше.